# Google地圖製作工具
Google Map Maker是Google為了擴大Google地圖提供的服務面而開發的另一項產品。
由於無法獲得一些國家的地圖數據，為了對抗這一難題，Google決定向特定地區的協作社區開放Google地圖。
這個計劃與OpenStreetMap很類似，不同的是OpenStreetMap的地圖數據遵循知識共享協議，而用戶在Google地圖製作工具中創建的地圖數據則是屬於Google的知識產權。
該計劃最終的目標是獲得具一定高質量的地圖數據，用於現有的Google地圖服務中。一些由用戶作出的貢獻已經顯示在Google地圖中了，但地圖製作工具數據的更新並不會立即顯現於 Google地圖中。

## 介面
用戶可以直接在地圖繪製已經繪製的部分，並可以添加項目，如道路，鐵路，河流等。 
此外，用戶可以在地圖上添加特定的建築物和服務，例如本地商家和服務。 乍看之下該網站與Google地圖看起來完全相同，並且提供了三種視圖（地圖，衛星和混合），允許用戶查看地圖數據，該地區的衛星圖像或兩者的組合。
透過搜尋或瀏覽工具，貢獻者可以添加和編輯地圖上的現有功能。 
提供三種繪圖工具：地標（地圖上的單個地點），線（用於繪製道路，鐵路，河流等）和多邊形（用於定義邊界和邊界，添加公園，湖泊等大型 特徵）。 透過自現有衛星圖像中尋找地表特徵，用戶和Google新增許多缺漏的地圖數據，例如道路。 這種方法在衛星圖像不佳的區域無法發揮功效，因此用戶往往在這些區域創建的地圖數據較少。
新用戶的貢獻由Google經驗豐富的用戶或審核人員主持，以確保質量並防止惡意破壞。 隨著用戶做出更多成功的貢獻，他們的編輯往往不太被密切地監視，而可以立即在地圖上發佈。 但某些較大的地圖項可能需要一段時間才會顯示在地圖上，因為它們必須等待服務器呈現。
貢獻者可以將地圖的部分區域設置為他們的「社區」，「社區」是他們熟知的一個生活領域而能夠做出更多的貢獻。 用戶還可以評論他們附近的其他人的貢獻。 而設置「社區」是私人的; 用戶選擇的社區不會與用戶的帳戶公開關聯。

## 批評
地圖製作工具需要貢獻者授予Google「複製、改編、修改、翻譯、發布、公開演示、公開展示、分發和創作衍生作品永久且不可撤銷的全球性免版稅和非獨家許可的用戶提交權」。 雖然Google提供表單來請求數據下載， 但它不提供對數據的編程訪問。 因此，地圖製作工具的大型貢獻者，如世界銀行與Google合作的項目受到批評。
相比之下，對OpenStreetMap做出貢獻的用戶可以向每個人提供他們的工作，並保留對它的版權，特別是由於其免費許可證而被歸因於reusers的權利。

## 適用性
截至2016年3月6日，這項服務已在孟加拉國，白俄羅斯，波斯尼亞，巴西，柬埔寨，加拿大，哥斯達黎加，克羅地亞，捷克共和國，剛果民主共和國，丹麥，埃及，薩爾瓦多，愛沙尼亞，法國， 德國，匈牙利，印度，伊朗，伊拉克，意大利，哈薩克斯坦，科威特，馬其頓，馬來西亞，墨西哥，摩爾多瓦，摩洛哥，尼泊爾，荷蘭，紐西蘭，尼日利亞，巴基斯坦，巴拿馬，秘魯，菲律賓，波蘭， 羅馬尼亞，俄羅斯，塞爾維亞，斯洛伐克，南非，斯里蘭卡，瑞典，台灣，烏克蘭，英國，美國，委內瑞拉和越南啟用。

### 服務中止與防止破壞措施
2015年4月，Google移除了用戶利用製作工具在Google地圖創建的惡意內容：「Android機器人撒尿在Apple商標上的圖案」和另一個名為「Google審核政策很糟糕」的地點。 2015年5月，這項服務在發現審查過程中的不足之處後被暫停。
在「大規模惡作劇」之後，Google停用了自動批准和用戶審核功能，並於5月8日，地圖製作工具小組宣布，從5月12日起，全球範圍內的編輯功能將暫時停用。
Google於2015年8月在6個國家重新啟用該服務，並計劃在接下來的幾週內在其他國家/地區重新啟用。 8月10日，對孟加拉國，巴西，加拿大，印度，菲律賓和烏克蘭重新開放編輯；除了自動化和人為審核之外，Google還將依靠區域領導者審核修改，作為額外的預防措施。 8月26日，Google地圖製作工具在45個國家/地區重新開放。

### 結束服務
Google於2016年11月9日宣布，獨立的Map Maker眾包地圖編輯工具將在2017年3月正式退役，相關功能將被整合到桌面與行動版的Google Maps。
Google說明，Google Map Maker社群自2008年就已編輯及審核數百萬種功能以改善Google Maps，為了簡化地圖編輯與出版的流程，決定直接將地圖編輯功能整合到Google Maps中，現已提供新增及編輯地點的服務，未來Google Map Maker大多數的功能都會出現在Google Maps上。之後有意貢獻地圖資訊的使用者除了可透過Google Maps程式及Google搜尋編輯地圖之外，亦可參與Google所推出的「在地嚮導」（Local Guide）專案。

## 資料來源
1. 1 2  . Google.   [22 January 2012]. （原始内容存档于2020-12-23）.
2. ↑  .   [2016-10-26]. （原始内容存档于2017-02-15）.
3. ↑  Fitzpatrick, Alex. . Mashable.   [22 January 2012]. （原始内容存档于2020-11-26）.
4. ↑  Maron, Mikel. . Brainoff.   [22 January 2012]. （原始内容存档于2012-01-15）.
5. ↑  Heller, Nathaniel. . Global Integrity.   [23 January 2012]. （原始内容存档于2013-05-23）.
6. ↑  . Map Maker Help.   [24 August 2015]. （原始内容存档于2017-03-01）.
7. ↑  Hern, Alex. . 衛報. 24 April 2015  [10 May 2015]. （原始内容存档于2020-11-08）.
8. ↑  . BBC News. 12 May 2015  [12 May 2015]. （原始内容存档于2020-12-04）.
9. ↑  Kanakarajan, Pavithra. . Google Product Forums. 8 May 2015  [10 May 2015]. （原始内容存档于2018-12-03）.
10. ↑  Kanakarajan, Pavithra. . Google Product Forums. Alphabet Inc.   [16 August 2015]. （原始内容存档于2018-12-03）.
11. ↑  Sterling, Greg. . Search Engine Land. 10 August 2015  [10 August 2015]. （原始内容存档于2020-11-24）.
12. ↑  Moscaritolo, Angela. . PC Magazine. August 26, 2015  [August 26, 2015]. （原始内容存档于2017-10-09）.
13. ↑  . iThome.   [2016-11-11]. （原始内容存档于2020-11-26）.
14. ↑  . support.google.com.   [2016-11-11]. （原始内容存档于2019-06-05）.

## 外部連結
- Google Map Maker 首頁 （页面存档备份，存于）
- Google Map Makerpedia （页面存档备份，存于）